# 洗礼者聖ヨハネ (グエルチーノ)
『洗礼者聖ヨハネ』（せんれいしゃせいヨハネ、伊: San Giovanni battista、英: Saint John the Baptist）は、イタリアのバロック絵画の巨匠グエルチーノが1644年にキャンバス上に油彩で制作した絵画である。同年12月14日に、グエルチーノは、委嘱者のエットーレ・ギスリエーリ伯爵から絵画の代金を受け取っている。伯爵は1642年に自身の宮殿に美術アカデミー (グエルチーノも時折ここで教えていた) を設立したが、1652年にボローニャのサンタ・マリア・デッラ・ガッリエーラ聖堂の祈祷所に身を委ね、僧籍に入った。その際、伯爵が携行した本作は19世紀初頭にこの祈祷所からボローニャ国立絵画館 (当時の名称はアカデミー付属絵画館) に移され、現在、同絵画館に所蔵されている。

## 作品
洗礼者ヨハネはイエス・キリストの到来を預言した人物であり、『旧約聖書』と『新約聖書』をつなぐ存在でもある。「マタイによる福音書」 (3章:13-17)、「マルコによる福音書」 (1章1-11)、「ルカによる福音書」 (3章1-18, 21-22) によれば、洗礼者ヨハネは聖母マリアの従姉妹のエリサベトの息子として1世紀のパレスチナに生まれた。また、聖書の『外典』の記述によれば、贖罪の祈りを実践するよう両親に砂漠に放置され、幼少期を過ごしたとされる。

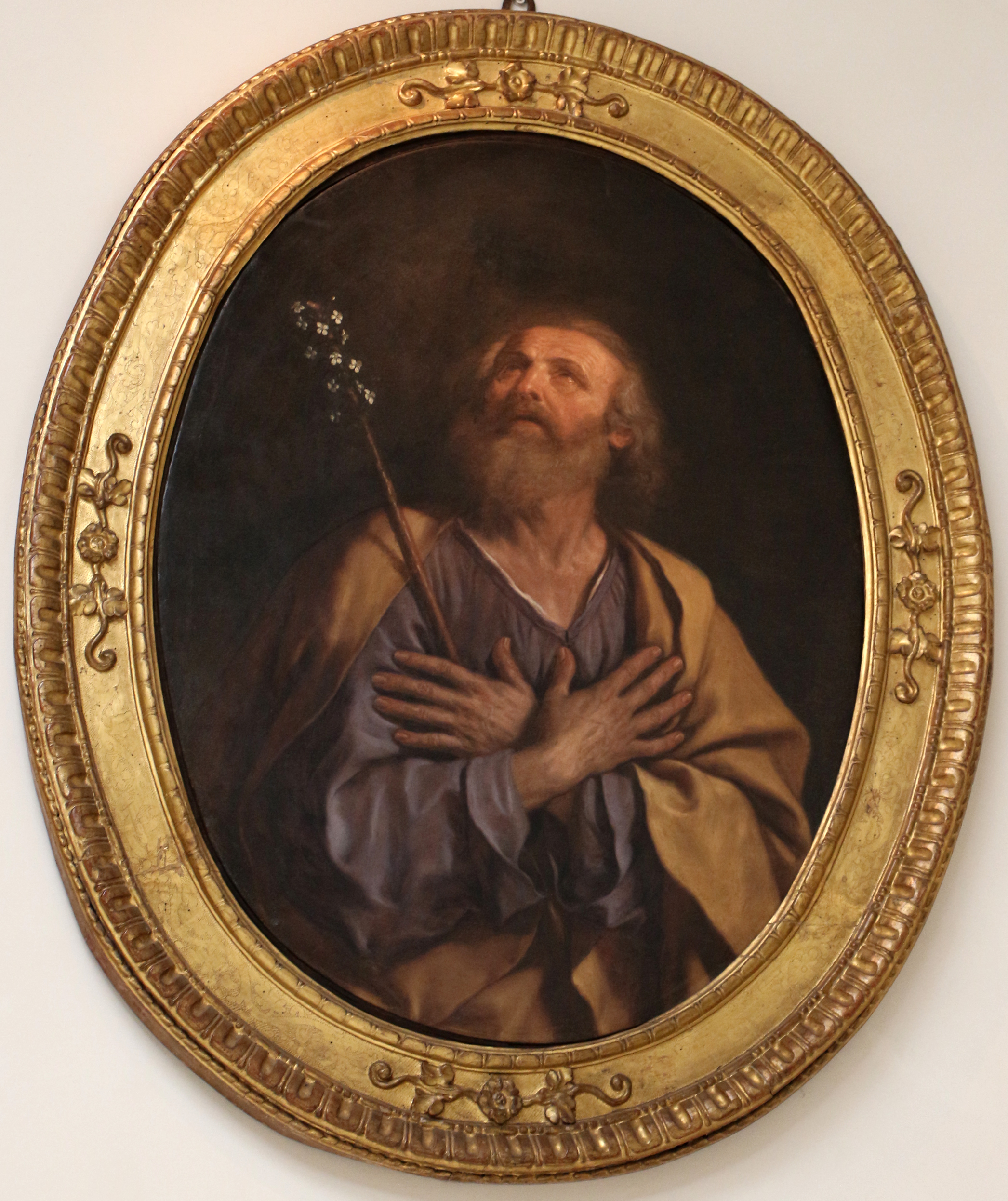
グエルチーノ『聖ヨセフ』 (1648-1649年)、ボローニャ国立絵画館

荒野で隠者のように暮らしていたヨハネはラクダの毛衣を纏い、腰に帯紐を締め、イナゴと野蜜を食物としていた。そして、説教を行い、ヨルダン川で罪の赦しを得るために人々に洗礼を施す暮らしを続けていたが、ある日、イエス・キリストが洗礼を受けるために彼のもとに姿を現す。画面でヨハネが手にする紙には「ECCE AGNUS DEI (見よ、神の子羊)」と記されているが、それはヨハネがキリストを目にしていった言葉である。ヨハネは、洗礼を受けることを申し出たキリストに「私こそ、あなたから洗礼を受けるべきです」と恐縮した。しかし、キリストは「あなたから洗礼を受けることが神の御心です」と説得し、洗礼を受ける。その最中、突如、天が裂けて、雲の合間から白いハトのように聖霊が現れた。そして、「これは私の愛する子、私の心に適う者」という神の言葉が響いた。
ギスリエーリ伯爵は僧籍に入る前に俗世を離れる願望を抱いていたがゆえに、砂漠で生活したヨハネに親近感を抱き、本作をグエルチーノに依頼したのであろう。なお、1648-1649年に、伯爵はグエルチーノに本作の対作品である『聖ヨセフ』 (ボローニャ国立絵画館) も注文している。2人の関係はギスリエーリが僧籍に入った後も続き、1661年にギスリエーリはファーノの神愛オラトリオ会のために『砂漠の洗礼者聖ヨハネ』を注文し、翌1662年にはかつてグエルチーノが描いた祭壇画に聖母子とプットを加筆させている。